# MPC-D 100/1359
MPC-D 100/1359 é um elemento do esqueleto dos restos de espécime de anquilossaurídeo que viveu durante o período Cretáceo. Foi descoberto na década de 1970 em um depósito da Formação Baruungoyot no sul do Deserto de Gobi, na Mongólia. Várias características anatômicas do MPC-D 100/1359 podem indicar que o anquilossaurídeo foi adaptado para cavar.